# Badbasierte Photopolymerisation

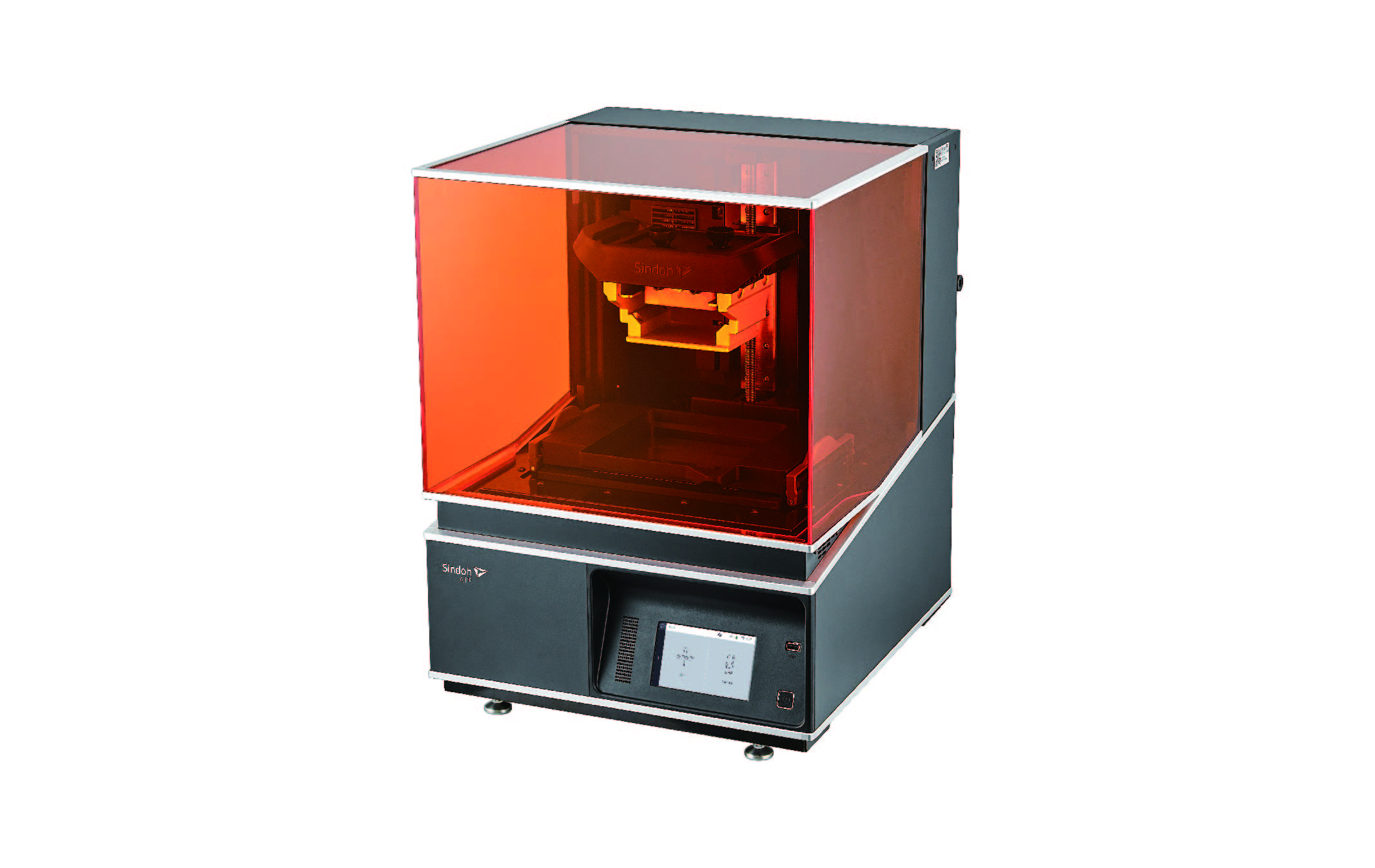
Stereolithografie 3D-Drucker aus der Kategorie der badbasierten Photopolymerisation

Die badbasierte Photopolymerisation ist eine Kategorie an Additiven Fertigungsverfahren gemäß der Norm DIN ISO 52900:2022-03. Bei den Additiven Fertigungsverfahren wird Material, in der Regel Schicht für Schicht, zusammengefügt um Werkstücke aus 3D-Modelldaten zu erzeugen. Zu den Verfahren dieser Kategorie zählen die Fertigungsprozesse, in denen flüssiges Photopolymer in einem Behälter selektiv ausgehärtet wird, hervorgerufen durch eine Licht aktivierte Polymerisation.
Zu den verwendeten Werkstoffen zählen Kunststoff und Dispersionen aus Kunststoff und Keramik. Die Energieeinbringung findet durch UV-Licht-Projektion, UV-Laser und UV-LED statt.

## Verfahren und Bezeichnungen

### Badbasierte Photopolymerisation mittels Laserstrahl
Bei diesen Verfahren wird mittels Laserstrahl Kunstharz verfestigt und daraus eine Bauteilschicht generiert. Hierunter fallen unter anderem Verfahren mit den folgenden Bezeichnungen:
- Stereolithografie
- Lithography-based Ceramic Manufacturing / LCM[3][4][5]

### Badbasierte Photopolymerisation mittels UV-Licht
Bei diesen Verfahren wird mittels UV-Licht Kunstharz verfestigt und daraus eine Bauteilschicht generiert. Hierunter fallen unter anderem Verfahren mit den folgenden Bezeichnungen:
- Digital Light Processing[2][7]
- Continuous Liquid Interface Production / CLIP

- Zwei-Photonen-Lithographie
- Scan-LED-Technologie / SLT[6]
- Lithography-based Metal Manufacturing / LMM